# Thecla yakushimaensis
Thecla yakushimaensis är en fjärilsart som beskrevs av Katsumi Yazaki 1923. Thecla yakushimaensis ingår i släktet Thecla och familjen juvelvingar. Inga underarter finns listade i Catalogue of Life.